# (13207) Tamagawa
(13207) Tamagawa est un astéroïde de la ceinture principale.

## Description
(13207) Tamagawa est un astéroïde de la ceinture principale. Il fut découvert le 10 avril 1997 à Kuma Kogen par Akimasa Nakamura. Il présente une orbite caractérisée par un demi-grand axe de 2,29 UA, une excentricité de 0,08 et une inclinaison de 4,9° par rapport à l'écliptique.

## Compléments